# George Brayton
George Brayton (3 de octubre de 1830 – 17 de diciembre de 1892) nació en Crompton, West Warwick, Rhode Island, hijo de William H. Brayton y de Minerva (Bailey) Brayton. Fue un ingeniero mecánico estadounidense que vivió con su familia en Boston y quién introdujo el motor de presión constante que es la base para la turbina de gas,  que ahora se conoce como el ciclo de Brayton.

## Motor  de Brayton

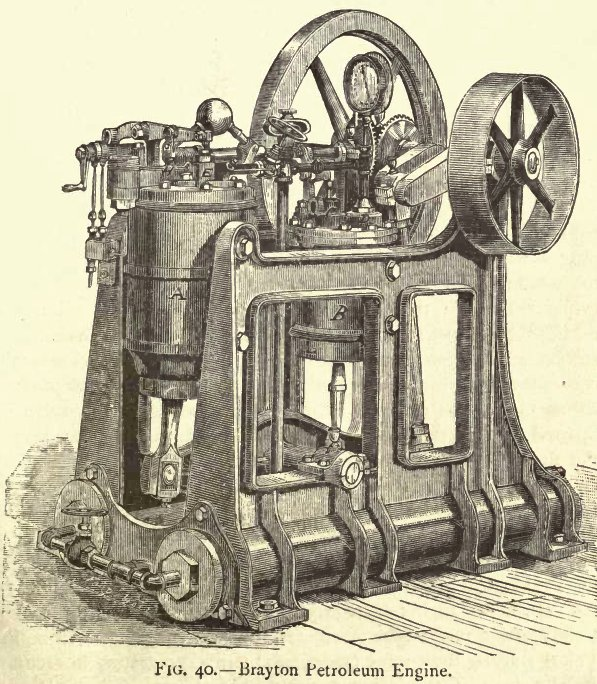
Primer motor de Brayton: imagen tomada de motores de petróleo y Gas por Dugald Clerk en 1886, y utilizado en la portada de algunas ediciones posteriores.

En 1872 George Brayton patentó un motor de combustión interna de presión constante, inicialmente usando gas vaporizado, pero más tarde utilizando combustibles líquidos como el queroseno y el aceite, conocido como motor de Brayton, el motor utiliza un cilindro de compresión, un depósito receptor y un cilindro de potencia/expansor separados en que los productos de combustión se ampliaron para el movimiento de la energía. La diferencia significativa de otro pistón impulsado por motores de combustión interna es que los dos cilindros están dispuestos de modo que la mezcla combustible/aire se quema progresivamente a presión constante como se transfiere desde el cilindro del compresor y el depósito en el cilindro de trabajo/expansión. En la versión original una mezcla gas/aire es creada por un carburador de superficie caliente, comprimida y almacenada en un depósito que estaba encendido y luego se introduce en un cilindro de expansión. Una malla metálica se usa para prevenir la combustión corriendo de vuelta al depósito. Sin embargo, a veces el error de malla, conduce a un flash-back o explosión. En 1874 Brayton solicitó una patente para un sistema de inyección de combustible líquido. En esta versión el combustible fue introducido, como en el pasado había sido el aire, dentro del cilindro de expansión eliminando el problema de la explosión. Permaneciendo encendida una llama piloto.El principio se conoce como combustión a presión contante, y había sido intentado sin éxito por Sir William Siemens c.1861 utilizando un motor de 4 cilindros con una cámara de combustión separada. Brayton no sólo logró el éxito en la realización de los trabajos de ciclo de presión constante, sino que también lo fabricó y comercializó como producto. 
Los motores de ciclo Brayton fueron algunos de los primeros motores de propulsión. En 1881 John Philip Holland utiliza un motor de Brayton para alimentar el primer submarino autopropulsado exitoso del mundo, el Fienian Ram.

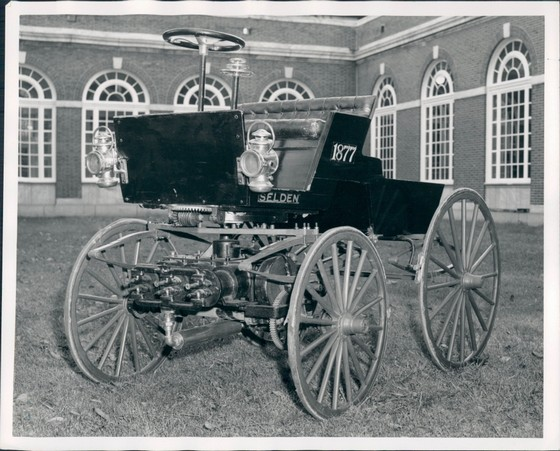
Auto Selden que muestra un motor de ciclo de Brayton.

También el auto de Selden de 1878 utiliza un motor de ciclo Brayton. El ciclo del motor de las operaciones que incluyen dibujos de secciones y esquemas de indicador de gas y petróleo alimentó versiones. Detalles de la manera en que fue introducido el combustible líquido se describen en más de 11 páginas del libro de Dugald Clerk "Motores de gas y petróleo". El motor de petróleo en estas pruebas fue hecho por la "Nueva York y Nueva Jersey Ready Motor Company". Esto es seguido por un análisis similar del motor de Simon que era una adaptación del motor de Brayton de Louis Simon & hijos, en Nottingham, Reino Unido y comercializado como el "Eclipse el motor de gas silencioso"  El motor de Simon tenía una complejidad agregada en la cual inyectó un poco del agua/vapor tenía una complejidad añadida en que inyecta entre el vapor de agua calentado por el escape del motor en el moto. Los diagramas del indicador para este motor son también reportados por Dugald Clerk y muestran que la adición del agua tiene poco mérito en términos de la producción de energía, la refrigeración de los gases y la expansión del vapor compensando el uno para el otro.
Como el motor Brayton tenía una combustión lenta y progresiva de la mezcla aire/combustible era posible mantener una llama piloto, y por lo tanto el motor, una vez encendido, no necesitaba ningún tipo de sistema de encendido. La eficiencia medida del motor de gas era intermedia entre la de los motores de Lenoir/Hugon, y el motor atmosférica Otto y Langen, pero el líquido alimentado en el motor de Brayton tenía una ventaja en que no requiere un suministro de gas.
En los primeros motores de gas de Brayton había gobernado la velocidad del motor mediante la variación del punto de corte para la admisión de la combustión de los gases en el cilindro de potencia, y la admisión de gas y aire a la bomba fue igualmente reguladas para mantener la presión del depósito. 
El motor de combustible líquido reportado por Clerk solamente regula el punto de corte con el cilindro de potencia, y se utiliza una válvula de alivio de presión para limitar la presión de aire del depósito. El depósito en el motor Brayton le permitió iniciarse fácilmente si se mantuvo a presión, aunque Clerk, afirma que las fugas y pérdidas eran tan frecuentes que el aparato era de poca utilidad.
El motor de Brayton fue exhibido en la Exposición Universal de Filadelfia (1876), y la variante de Simon fue exhibida en Exposición Universal de París (1878), y por unos años fue bien considerado, pero poco tiempo después el motor de Otto llegó a ser más popular. Sin embargo, fue considerado como el primer motor de aceite seguro y práctico y también sirvió como inspiración a George B. Selden. Como un motor de producción el diseño evolucionó con el tiempo, y según Henry de Graffigny en "motores de petróleo y gas", estaba disponible en forma vertical y horizontal.
Un motor de Brayton se conserva en el Instituto Smithsoniano en el museo de Historia americano,  y un motor de Brayton más antiguo que alimentó uno de los primeros submarinos de John Philip Holland está preservado en el Museo de Paterson en el Old Great Falls Historic District de Paterson, New Jersey.